# Санкт-Петербурзький державний університет
Санкт-Петербу́рзький держа́вний університе́т (рос. Санкт-Петербургский государственный университет) — один із найбільших і найстаріших університетів Росії, заснований у 1819 році на базі С-.Петербурзького педагогічного інституту (1804—1819). Таємним голосуванням першим ректором було обрано професора Михайла Балудянського.

## Історія
28 січня 1724 року указом імнератора Петра І була створена Санкт-Петербурзька Академія наук, при якій відкривався університет та гімназія. Передбачалося, що у навчальних закладах будуть викладати відомі вчені. Але повноцінний навчальний процес так і не був влаштований. Випуск в академічному університеті (9 осіб) вібдувся лише у 1753 році. Подальший розвиток навчального закладу був загальмований..
У 1804 році в С.-Петербурзі був відкритий педагогічний інститут, який з 1816 року здобув статус Головного педагогічного інституту. Саме на базі цього навчального закладу указом імператора Олександра І від 8 січня 1819 року був організований Санкт-Петербурзький імператорський університет.
У листопаді 2009 року президент РФ Дмитро Медведєв підписав закон про присвоєння університету особливого статусу. Зокрема, виш отримав право видавати дипломи власного зразка з офіційною символікою РФ.
За даними на 2004 рік викладацький склад нараховував 4055 людей, з них 714 професорів і 1240 доцентів.
У 2007 році було подано 13 773 заяви про прийняття, конкурс склав 2,3 людини на місце. На I курс зараховано 6015 студентів, з них 1063 — медалісти. 2666 першокурсників — жителі країн СНД.
Станом на 2010 в університеті вчаться більше 32 тисяч студентів, що навчаються по 323 спеціальностям на 20 факультетах, працюють майже 14 тисяч співробітників, близько 6 тисяч викладачів. До складу університетського навчально-наукового комплексу входить 19 спеціальних факультетів, 13 науково-дослідних інститутів, ботанічний сад, Канадський коледж, а також факультет військового навчання й загальуніверситетська кафедра фізичної культури й спорту.
Зміна офіційних назв університету:
- 1821 по 1914 р. — Санкт-Петербурзький Імператорський університет;

- 1914 р. — лютий 1917 р. — Петроградський Імператорський університет;
- лютий 1917 р. — червень 1918 р. — Петроградський університет;
- червень 1918 р. — жовтень 1919 р. — Перший Петроградський університет;
- жовтень 1919 р. — січень 1921 р. — Петроградський університет;
- січень 1921 р. — січень 1924 р. — Петроградський державний університет;
- січень 1924 р. — квітень 1933 р. — Ленінградський державний університет
- квітень 1933 р. — жовтень 1937 р. — Ленінградський державний університет імені А. С. Бубнова;
- жовтень 1937 р. — лютий 1944 р. — Ленінградський державний університет;
- лютий 1944 р. — жовтень 1948 р. — Ленінградський ордена Леніна державний університет;
- жовтень 1948 р. — 1969 р. — Ленінградський ордена Леніна державний університет імені А. А. Жданова;
- 1969 р. — січень 1989 р. — Ленінградський ордена Леніна й ордена Трудового Червоного Прапора державний університет імені А. А. Жданова
- січень 1989 р. — 1991 р. — Ленінградський ордена Леніна й ордена Трудового Червоного Прапора державний університет;
- з 1991 р. — Санкт-петербурзький державний університет.

### Ректори університету
Примітка: з 1930 по 1939 роки посада мала офіційне найменування «Директор Ленінградського Державного Університету».
1. Балудянський Михайло Андрійович (1819—1821)
2. Зябловський Євдоким Пилипович (1823—1825)
3. Дегуров Антон Антонович (1825—1836)
4. Шульгін Іван Петрович[ru] (1836—1840)
5. Плетньов Петро Олександрович (1840—1861)
6. Воскресенський Олександр Абрамович (1861—1863, 1865—1867)
7. Ленц Емілій Христіанович (1863—1865)
8. Кесслер Карл Федорович (1867—1873)
9. Редькін Петро Григорович (1873—1876)
10. Бекетов Андрій Миколайович (1876—1883)
11. Андрєєвський Іван Юхимович (1883—1887)
12. Владиславлєв Михайло Іванович (1887—1890)
13. Нікітін Петро Васильович (1890—1897)
14. Сергеєвич Василь Іванович (1897—1899)
15. Гольмстен Адольф Християнович (1899—1903)
16. Жданов Олександр Маркелович (1903—1905)
17. Боргман Іван Іванович (1905—1910)
18. Грімм Давид Давидович (1910—1911)
19. Грімм Ервін Давидович (1911—1918)
20. Іванов Олександр Олександрович (1918—1919)
21. Жебельов Сергій Олександрович (1919)
22. Шимкевич Володимир Михайлович (1919—1922)
23. Державін Микола Севастянович (1922—1925)
24. Мінін Сергій Костянтинович (1925—1926) (як голова Організаційної комісії ЛДУ)
25. Томашевський Всеволод Броніславович (1926—1927)
26. Серебряков Михайло Васильович (1927—1930)
27. Нікіч-Криличевскій Юрій Миколайович (1930—1932) (у званні директора)
28. Сережников Віктор Костянтинович (1932—1933) (у званні директора)
29. Лазуркін Михайло Семенович (1933—1937) (у званні директора)
30. Лукашев Костянтин Гнатович (1938—1939) (у званні директора)
31. Золотухін Петро Васильович (1939—1941)
32. Вознесенський Олександр Олексійович (1941—1948)
33. Домнін Микита Андрійович (1948—1950)
34. Ільюшин Олексій Антонович (1950—1952)
35. Александров Олександр Данилович (1952—1964)
36. Кондратьєв Кирило Якович (1964—1970)
37. Макаров Гліб Іванович (1970—1975)
38. Алесковський Валентин Борисович (1975—1986)
39. Меркур'єв Станіслав Петрович (1986—1993)
40. Вербицька Людмила Олексіївна (1993—2008)
41. Кропачов Микола Михайлович (2008 — до теперішнього часу).

## Випускники

### ЛауреатиНобелівської премії
- Павлов Іван Петрович
- Семенов Микола Миколайович
- Ландау Лев Давидович
- Леонтьєв Василь Васильович
- Канторович Леонід Віталійович

### Лауреатипремії Філдса
- Перельман Григорій Якович
- Смирнов Станіслав Костянтинович

### Політичні діячі
- Керенський Олександр Федорович
- Ленін Володимир Ілліч
- Столипін Петро Аркадійович
- Путін Володимир Володимирович
- Медведєв Дмитро Анатолійович
- Даля Грибаускайте
- Кудрін Олексій Леонідович
- Іванов Сергій Борисович

### Спортсмени
- Шатков Геннадій Іванович
- Казанкіна Тетяна Василівна
- Спаський Борис Васильович
- Карпов Анатолій Євгенович
- Корчной Віктор Львович

### Діячі культури
- Гребенщиков Борис Борисович
- Асаф'єв Борис Володимирович
- Дягілєв Сергій Павлович
- Бенуа Олександр Миколайович
- Білібін Іван Якович
- Реріх Микола Костянтинович
- Врубель Михайло Олександрович
- Грабар Ігор Емануїлович
- Полєнов Василь Дмитрович
- Данилевський Григорій Петрович
- Тургенєв Іван Сергійович
- Сергій Довлатов
- Блок Олександр Олександрович
- Райніс
- Берггольц Ольга Федорівна
- Мережковський Дмитро Сергійович
- Аловерт Ніна Миколаївна

### Факультет журналістики
- Дмитро Домбровський

### Економічний факультет
- Корнієнко Василь Петрович

### Математики
- Линник Юрій Володимирович
- Александров Олександр Данилович
- Левіна Єлизавета Йосипівна

### Фізики
- Фок Володимир Олександрович
- Попов Олександр Степанович
- Тудоровський Олександр Ілларіонович

### Хіміки
- Крупський Олександр Кирилович

### Історики
- Анісюткін Микола Кузьмович
- Гайдукевич Віктор Францевич
- Маркевич Микола Андрійович
- Щукін Марк Борисович
- Симонович Ераст Олексійович
- Спицин Олександр Андрійович
- Іллінська Варвара Андріївна
- Рєпніков Микола Іванович
- Каргер Михайло Костянтинович
- Соколов Олег Валерійович
- Єщенко Анастасія Олегівна
- Лазаревський Олександр Матвійович

### Юристи
- Кастусь Каліновський
- Алєксандров Павло Олександрович
- Катькало Сергій Іванович
- Сафонов Григорій Миколайович
- Філіппов Михайло Георгійович

### Сходознавці
- Щуцький Юліан Костянтинович
- Піотровський Михайло Борисович

### Біологи
- Морозов Володимир Петрович
- Тимірязєв Климент Аркадійович
- Шванвич Борис Миколайович

### Філологи
- Копержинський Костянтин Олександрович
- Хрущов Іван Петрович
- Шрайбер Елеонора Лазарівна

## Нагороди
- Орден Леніна
- Орден Трудового Червоного Прапора